# Erwin Wascher
Erwin Wascher (* 6. Mai 1904 in Laibach/Ljubljana; † 1. September 1994) war österreichischer Kaufmann und Politiker (VdU). Wascher war von 1949 bis 1950 Abgeordneter zum Oberösterreichischen Landtag sowie Landesrat in der Oberösterreichischen Landesregierung.

## Ausbildung und Beruf
Wascher besuchte nach drei Jahren der deutschen Volksschule in Triest die ersten drei Klassen der Realschule in Knittelfeld. Nachdem sein Vater 1919 aus der Österreichischen Lloyd entlassen worden war, zog er nach Linz, um eine Stelle bei der DDSG zu finden, was ihm jedoch nicht gelang. Waschers Familie folgte ihm dennoch nach und Erwin Wascher schloss 1923 die Realschule mit der Matura ab. Ab 1924 studierte er nach langer Krankheit Geschichte, Geographie und Germanistik zunächst an der Universität Graz, ab dem Studienjahr 1925/26 an der Universität Wien. 1929 promovierte er zum Dr. phil. Er absolvierte zwischen 1931 und 1933 eine Bibliothekar- und Archivarausbildung am Österreichischen Institut für Geschichtsforschung Wien und studierte in diesen Jahren auch Rechtswissenschaften an der Universität Wien. Von 1934 bis 1938 lebte er als Historiker von verschiedenen Forschungsaufträge oder Gelegenheitsbeschäftigungen, danach war er von 1938 bis 1939 beim Reichsnährstand Landesbauernschaft Donauland in Linz beschäftigt und mit der Bauerngeschichte, dem Bauernrecht und der Ahnenforschung betraut. Nach dem Beginn des Zweiten Weltkriegs wurde er dem Landesernährungsamt in Linz zugeteilt, aus der sich die Ernährungssicherung entwickelte. 1945 wurde Wascher nach dem Ende des Krieges fristlos entlassen.

## Politik
Wascher engagierte sich während seiner Studienzeit als Studentenvertreter, wobei er für den Völkisch sozialen Block kandidierte und zum Vorsitzenden und Fraktionsführer dieser Gruppierung gewählt worden war. Seine Gruppierung koalierte in der Folge mit der deutschen, katholischen Hochschülerschaft und Wascher wurde bei der Wahl der Studentenführung zum Vorsitzenden der Kammer und Sprecher der Studentenschaft an der Universität gewählt.
Er trat am 10. Dezember 1931 der Ortsgruppe Wien der NSDAP bei (Mitgliedsnummer 687.395), wurde mit dem 31. Juli 1932 wegen Nichtbezahlung des Mitgliedsbeitrages als ausgetreten betrachtet und nach einem neuen Beitrittsantrag vom 1. Mai 1940 zum 1. Januar 1941 wiederaufgenommen (Mitgliedsnummer 9.018.357).
Er gehörte zwischen dem 5. November 1949 und Juni 1950 dem Oberösterreichischen Landtag als Abgeordneter an und hatte zwischen dem 15. November 1949 und dem 8. Juni 1950 das Amt des Landesrates für Ernährung in der Oberösterreichischen Landesregierung inne. Wascher musste auf Grund von Unkorrektheiten in seinem Ressort als Landesrat zurücktreten. Obwohl er sich zunächst weigerte, auch auf sein Landtagsmandat zu verzichten, schied er schließlich auch aus dem Landtag aus.

## Privates
Erwin Waschers Vater Stephan Wascher wurde als Sohn eines Kärntner Bauern und Schmiedemeisters geboren, der bei der Eisenbahn sowie als Kesselfachmann bei der Österreichischen Lloyd Schifffahrtsgesellschaft arbeitete. Da sein Vater immer jeweils sechs Monate durchgehend auf Hoher See verbrachte, zog seine Mutter zu ihren Eltern nach Zeltweg. Am 15. August 1934 heiratet er Hertha Reichel, Tochter von Cäcilia (geb. Rosenauer) und Heinrich Reichel. Der Ehe entstammen sieben Kinder.